# Арт филм 80
Арт филм 80 је филмска радна организација коју је основала група самосталних филмских радника почетком 80-их година. Првобитно је основана под називом Арт филм па се касније ујединила са филмском радном организацијом Филм 80 у јединствену трајну филмску радну заједницу Арт филм 80.
Директор предузећа је био Александар Стојановић (1939—1990).Њихови филмови су постизали изванредне резултате у бившој Југославији и неки од њих били апсолутни хитови на репертоарима биоскопа.
Освајали су доста награда у земљи а посебно вреди напоменути награде са фестивала у Нишу (Већ виђено)и Златне арене у Пули (Балкан експрес).
Прва су била филмска приватна кућа која је радила копродукције са иностранством а највише са немачким партнерима (Освета, Заљубљени, Нехај) и прву и једину копродукцију са Аргентинцима (Пут на југ).

## Продукција филмова
| Год.     | Назив                         | Улога |
| -------- | ----------------------------- | ----- |
| 1980.-те |                               |       |
| 1980.    | Мајстори, мајстори            |       |
| 1981.    | Сок од шљива                  |       |
| 1981.    | Кризно раздобље               |       |
| 1981.    | Пикник у Тополи               |       |
| 1982.    | Живети као сав нормалан свет  |       |
| 1982.    | Директан пренос               |       |
| 1982.    | Вариола вера                  |       |
| 1983.    | Друга генерација              |       |
| 1983.    | Балкан експрес                |       |
| 1983.    | Камионџије 2 Тв серија        |       |
| 1984.    | Камионџије поново возе        |       |
| 1984.    | У раљама живота               |       |
| 1985.    | Шест дана јуна                |       |
| 1986.    | Освета (филм из 1986)         |       |
| 1986.    | Лијепе жене пролазе кроз град |       |
| 1987.    | Заљубљени                     |       |
| 1987.    | Криминалци (филм из 1987)     |       |
| 1987.    | Већ виђено (филм)             |       |
| 1988.    | Вила Орхидеја                 |       |
| 1988.    | Пут на југ                    |       |
| 1989.    | Сабирни центар                |       |
| 1990.-те |                               |       |
| 1992.    | Нехај (филм)                  |       |
| 1993.    | Суза и њене сестре            |       |